# 29. Szaturnusz-gála
A 29. Szaturnusz-gála a 2002-es év legjobb filmes és televíziós sci-fi, horror és fantasy alakításait értékelte. A díjátadót 2003. május 18-án tartották a kaliforniai Renaissance Hollywood Hotelben és ezen a gálán hozták vissza a legjobb animációs filmnek járó díjat, amit ezelőtt csak a 10. Szaturnusz-gálán adtak át. A jelöltek névsorát 2003. március 6-án hozták nyilvánosságra.

## Győztesek és jelöltek
Forrás:

### Film
| Legjobb férfi főszereplő | Legjobb női főszereplő |
| --- | --- |
| - Robin Williams – Sötétkamra (Seymour "Sy" Parrish) - Pierce Brosnan – Halj meg máskor (James Bond) - George Clooney – Solaris (Dr. Chris Kelvin) - Tom Cruise – Különvélemény (John Anderton) - Tobey Maguire – Pókember (Peter Parker / Pókember) - Viggo Mortensen – A Gyűrűk Ura: A két torony (Aragorn)                                                          | - Naomi Watts – A kör (Rachel Keller) - Kirsten Dunst – Pókember (Mary Jane Watson) - Jodie Foster – Pánikszoba (Meg Altman) - Milla Jovovich – A Kaptár (Alice) - Natascha McElhone – Solaris (Rheya) - Natalie Portman – Star Wars II. rész – A klónok támadása (Padmé Amidala) |
| Legjobb férfi mellékszereplő | Legjobb női mellékszereplő |
| - Andy Serkis – A Gyűrűk Ura: A két torony (Gollam) - Ralph Fiennes – A vörös sárkány (Francis Dolarhyde) - Tom Hardy – Star Trek – Nemezis (Praetor Shinzon) - Toby Stephens – Halj meg máskor (Gustav Graves) - Max von Sydow – Különvélemény (Lamar Burgess) - Robin Williams – Álmatlanság (Walter Finch)                                                          | - Samantha Morton – Különvélemény (Agatha Lively) - Halle Berry – Halj meg máskor (Jinx Johnson) - Connie Nielsen – Sötétkamra (Nina Yorkin) - Rachel Roberts – Simone - Sztárcsináló 1.0 (Simone) - Sissy Spacek – Örök kaland (Mae Tuck) - Emily Watson – A vörös sárkány (Reba McClane) |
| Legjobb fiatal színész | Legjobb rendező |
| - Tyler Hoechlin – A kárhozat útja (Michael Sullivan Jr.) - Alexis Bledel – Örök kaland (Winnie Foster) - Hayden Christensen – Star Wars II. rész – A klónok támadása (Anakin Skywalker) - Daniel Radcliffe – Harry Potter és a Titkok Kamrája (Harry Potter) - Jeremy Sumpter – Isten haragja (Fiatal Adam) - Elijah Wood – A Gyűrűk Ura: A két torony (Zsákos Frodó) | - Steven Spielberg – Különvélemény - Chris Columbus – Harry Potter és a Titkok Kamrája - Peter Jackson – A Gyűrűk Ura: A két torony - George Lucas – Star Wars II. rész – A klónok támadása - Bill Paxton – Isten haragja - Sam Raimi – Pókember |
| Legjobb forgatókönyv | Legjobb jelmez |
| - Scott Frank, Jon Cohen – Különvélemény - Brent Hanley – Isten haragja - Mijazaki Hajao, Cindy Davis Hewitt, Donald H. Hewitt – Chihiro Szellemországban - Mark Romanek – Sötétkamra - Hillary Seitz – Álmatlanság - Fran Walsh, Philippa Boyens, Stephen Sinclair, Peter Jackson – A Gyűrűk Ura: A két torony                                                        | - Trisha Biggar – Star Wars II. rész – A klónok támadása (Döntetlen) - Ngila Dickson, Richard Taylor – A Gyűrűk Ura: A két torony (Döntetlen) - Deena Appel – Austin Powers – Aranyszerszám - Lindy Hemming – Harry Potter és a Titkok Kamrája - Bob Ringwood – Star Trek – Nemezis - Deborah Lynn Scott – Különvélemény |
| Legjobb smink | Legjobb filmzene |
| - Peter Owen, Peter King – A Gyűrűk Ura: A két torony - Rick Baker, Jean Ann Black, Bill Sturgeon – A kör - Michèle Burke, Camille Calvet – Különvélemény - Nick Dudman, Amanda Knight – Harry Potter és a Titkok Kamrája - Michelle Taylor, Gary Matanky, Bob Newton, Mark Boley – Penge 2. - Michael Westmore – Star Trek – Nemezis                                  | - Danny Elfman – Pókember - Reinhold Heil – Sötétkamra - Hiszaisi Dzsó – Chihiro Szellemországban - Howard Shore – A Gyűrűk Ura: A két torony - John Williams – Különvélemény - John Williams – Star Wars II. rész – A klónok támadása |
| Legjobb sci-fi-film | Legjobb fantasyfilm |
| - Különvélemény - Men in Black – Sötét zsaruk 2. - Jelek - Solaris - Star Trek – Nemezis - Star Wars II. rész – A klónok támadása | - A Gyűrűk Ura: A két torony - Harry Potter és a Titkok Kamrája - 2020: A tűz birodalma - Télapu 2. – Veszélyben a karácsony - A Skorpiókirály - Pókember |
| Legjobb horrorfilm | Legjobb akciófilm, kalandfilm vagy filmthriller |
| - A kör - Penge 2. - Mérges pókok - Isten haragja - A kárhozottak királynője - A Kaptár | - A kárhozat útja - A Bourne-rejtély - Halj meg máskor - Sötétkamra - A vörös sárkány - XXX |
| Legjobb animációs filmnek | Legjobb különleges effektek |
| - Chihiro Szellemországban - Jégkorszak - Lilo és Stitch – A csillagkutya - A kincses bolygó | - Rob Coleman, Pablo Helman, John Knoll, Ben Snow – Star Wars II. rész – A klónok támadása - John Dykstra, Scott Stokdyk, Anthony LaMolinara, John Frazier – Pókember - Scott Farrar, Henry LaBounta, Michael Lantieri, Nathan McGuinness – Különvélemény - John Frazier, Joel Hynek, Matthew E. Butler, Sean Andrew Faden – XXX - Jim Mitchell, Nick Davis, John Richardson, Bill George – Harry Potter és a Titkok Kamrája - Jim Rygiel, Joe Letteri, Randall William Cook, Alex Funke – A Gyűrűk Ura: A két torony |

### Televízió

#### Műsorok
| Legjobb televíziós sorozat | Legjobb kábeltelevíziós sorozat |
| --- | --- |
| - Alias (ABC) - Angel (The WB) - Buffy, a vámpírok réme (UPN) - Star Trek: Enterprise (UPN) - Smallville (The WB) - Alkonyzóna (UPN)                                              | - Csillagközi szökevények (SyFy) - Androméda (Syndicated) - Holtsáv (USA Network) - Jeremiah (Showtime) - X csapat (Syndicated) - Csillagkapu (SyFy) |
| Legjobb televíziós műsor | |
| - Harmadik típusú emberrablások (SyFy) - Stephen King: Carrie (NBC) - Dinotópia – Őslények szigete (ABC) - Álomvilág (A&E) - A rózsa vére (ABC) - A hókirálynő (Hallmark Channel) | |

#### Színészek
| Legjobb televíziós színész | Legjobb televíziós színésznő |
| --- | --- |
| - David Boreanaz – Angel (The WB) (Angel) - Richard Dean Anderson – Csillagkapu (SyFy) (Jack O’Neill) - Scott Bakula – Star Trek: Enterprise (UPN) (Jonathan Archer) - Ben Browder – Csillagközi szökevények (SyFy) (John Crichton) - Anthony Michael Hall – Holtsáv (USA Network) (Johnny Smith) - Tom Welling – Smallville (The WB) (Clark Kent) | - Jennifer Garner – Alias (ABC) (Sydney Bristow) - Emily Bergl – Harmadik típusú emberrablások (SyFy) (Felnőtt Lisa Clarke) - Claudia Black – Csillagközi szökevények (SyFy) (Aeryn Sun) - Charisma Carpenter – Angel (The WB) (Cordelia Chase) - Sarah Michelle Gellar – Buffy, a vámpírok réme (UPN) (Buffy Summers) - Kristin Kreuk – Smallville (The WB) (Lana Lang)                              |
| Legjobb televíziós férfi mellékszereplő | Legjobb televíziós női mellékszereplő |
| - Victor Garber – Alias (ABC) (Jack Bristow) - Alexis Denisof – Angel (The WB) (Wesley Wyndam-Pryce) - John Glover – Smallville (The WB) (Lionel Luthor) - James Marsters – Buffy, a vámpírok réme (UPN) (Spike) - Michael Rosenbaum – Smallville (The WB) (Lex Luthor) - Connor Trinneer – Star Trek: Enterprise (UPN) (Trip Tucker)              | - Alyson Hannigan – Buffy, a vámpírok réme (UPN) (Willow Rosenberg) - Amy Acker – Angel (The WB) (Winifred Burkle) - Jolene Blalock – Star Trek: Enterprise (UPN) (T’Pol) - Heather Donahue – Harmadik típusú emberrablások (SyFy) (Felnőtt Mary Crawford) - Dakota Fanning – Harmadik típusú emberrablások (SyFy) (Allie Keys) - Michelle Trachtenberg – Buffy, a vámpírok réme (UPN) (Dawn Summers) |

### DVD
| Legjobb DVD | Legjobb klasszikus film DVD |
| --- | --- |
| - Démoni harcosok - Gyilkos rejtvény - Dagon - Az elveszett sziget - A Notre Dame-i toronyőr 2. – A harang rejtélye - Metropolisz - Vámpírok: A gyilkos csapat                  | - E. T., a földönkívüli (Ultimate Gift Set) - Vissza a jövőbe: A teljes trilógia - A szépség és a szörnyeteg (Platinum Edition) - Verseny a javából - Alkonytájt - Űrszekerek II: A Khan bosszúja (The Director's Edition) |
| Legjobb speciális kiadású DVD | Legjobb televíziós műsor DVD |
| - A Gyűrűk Ura: A Gyűrű Szövetsége (Special Extended DVD Edition) - A. I. – Mesterséges értelem - Mementó - Különvélemény - Szörny Rt. - Star Wars II. rész – A klónok támadása | - Star Trek: Az új nemzedék: 1-7. évad - Babylon 5: 1. évad - Buffy, a vámpírok réme: 1-2. évad - A hegylakó: 1. évad - Végtelen határok: 1. évad - X-akták: 5-6. évad                                                     |

### A jövő arca-díj
| Női | Férfi |
| --- | --- |
| - Emma Caulfield – Buffy, a vámpírok réme, A sötétség leple - Monica Bellucci – Mátrix – Újratöltve, Mátrix – Forradalmak - Kristanna Loken – Terminátor 3. – A gépek lázadása - Rosamund Pike – Halj meg máskor - Sarah Wynter – 24, A hatodik napon | - Nathan Fillion – Firefly - Shawn Ashmore – X-Men 2. - Eric Balfour – A texasi láncfűrészes, Elveszett legendák kalandorai - Eric Bana – Hulk - Shane West – A szövetség |

### Különdíj
- Életműdíj: Sid és Marty Krofft, Kurt Russell
- The Filmmaker's Showcase Award: Bill Paxton
- The Special Achievement Award: Bob Weinstein, Harvey Weinstein
- The Dr. Donald A. Reed Award: James Cameron

## Fordítás
- Ez a szócikk részben vagy egészben  a(z)   29th Saturn Awards című angol Wikipédia-szócikk fordításán alapul.  Az eredeti cikk szerkesztőit annak laptörténete sorolja fel. Ez a jelzés csupán a megfogalmazás eredetét és a szerzői jogokat jelzi, nem szolgál a cikkben szereplő információk forrásmegjelöléseként.